# Geneviève Fioraso
Geneviève Fioraso (Amiens, 10 ottobre 1954) è una politica francese.
Membro del Partito Socialista francese, è deputato della prima circoscrizione dell'Isère dal 2007 al 2017.